# Dugena

Aktuelles Logo der Firma

Dugena war ein 1917 gegründeter deutscher Uhrenhersteller. Die Marke besteht noch heute.

## Geschichte

### Entstehung

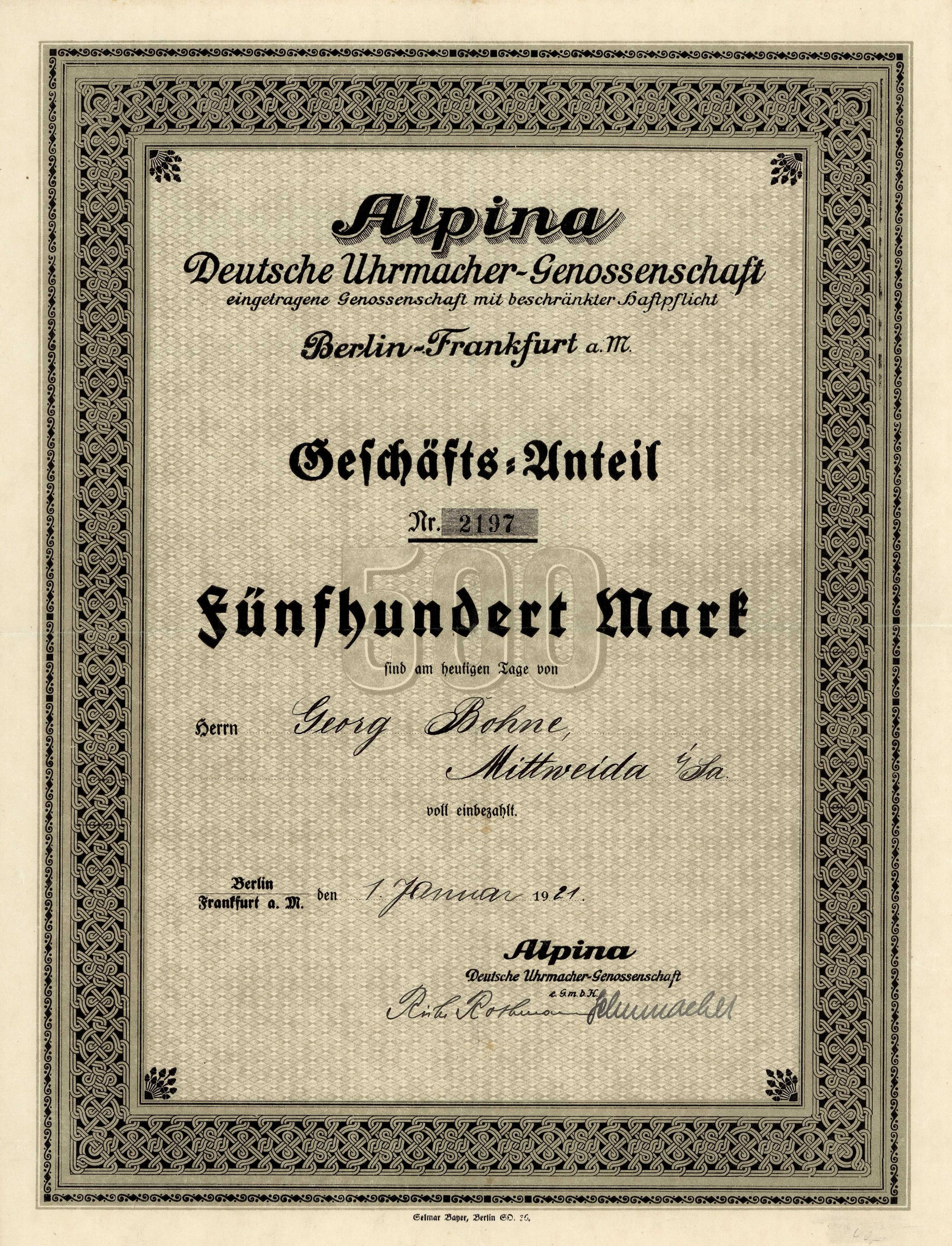
Geschäftsanteil über 500 Mark der Deutschen Uhrmacher-Genossenschaft Alpina vom 1. Januar 1921

Dugena ist aus der 1899 gegründeten Generalvertretung der Schweizer Uhrenmarke Alpina in Berlin hervorgegangen. 1917 gründete sich hieraus die Deutsche Uhrmacher-Genossenschaft Alpina in Eisenach. Das hieraus gebildete Kunstwort Dugena wurde allerdings erst auf der Generalversammlung der Genossenschaft des Jahres 1942 als alleiniger künftiger Markenname festgelegt. Zweck der Genossenschaft war der Vertrieb ausgewählter Qualitätsuhren aus Deutschland zu moderaten Preisen. 1927 wurde der Firmensitz nach Berlin verlegt.

### Nachkriegszeit
Im Jahr 1949 siedelte das Unternehmen nach Darmstadt über, wo es von Willi Tempel geleitet wurde. Später wurde Hans-Jörg Seeberger Direktor, der es mit seiner Holding EganaGoldpfeil 1993 übernahm. Diese verkaufte die Marke 2009 an die neu gegründete Nova Tempora Uhren und Schmuck GmbH.

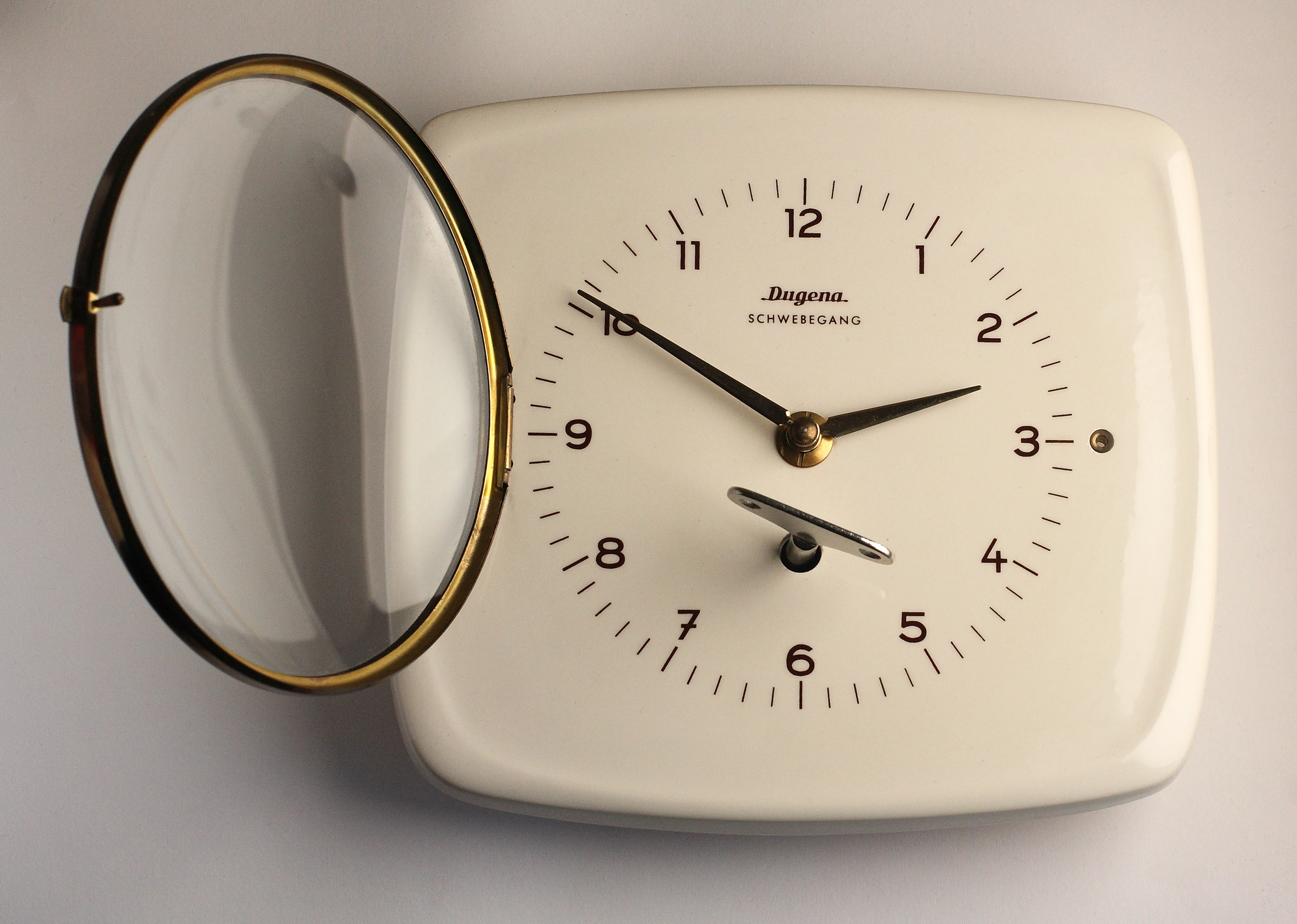
Wanduhr aus den 1950er Jahren